# Kongregace bratří Nejsvětější Svátosti
Kongregace bratří Nejsvětější Svátosti (resp. Kongregace bratří Nejsvětější svátosti; Congregatio Fratrum Sanctissimi Sacramenti, CFSS, CSsS či CFSsS) zvaná někdy též petrini či eucharistini, je česká římskokatolická diecézní kongregace.

## Historie
Kongregace byla založena 8. září 1888 českobudějovickým knězem Václavem K. Petrem, po němž se jejím členům říká petrini nebo petríni. První petrinský klášter (Petrinum) vznikl v Českých Budějovicích a stále slouží jako mateřinec (hlavní dům řádu). Petrini jsou jedním z mála původně českých řádů nebo kongregací. Zabývají se kněžským působením a výchovou chlapecké mládeže.
Během německé okupace Čech, Moravy a Slezska byl generální představený kongregace P. Josef Adauctus Krebs, rodák z Prachatic, internován v koncentračním táboře Dachau, kde dne 7. května 1942 zemřel. V roce 1949 byl řád čítající 41 řeholníků násilím rozehnán komunistickou mocí (viz Akce K), jeho členové uvězněni nebo internováni a klášterní domy zabaveny. Někteří členové kongregace odešli jako misionáři do Afriky a Jižní Ameriky. Činnost řádu mohla řádně pokračovat až po sametové revoluci. V současné době má kongregace asi 8 členů a působí v Českých Budějovicích a Písku.

## Generální představení kongregace
- Václav Klement Petr (1888–1901)

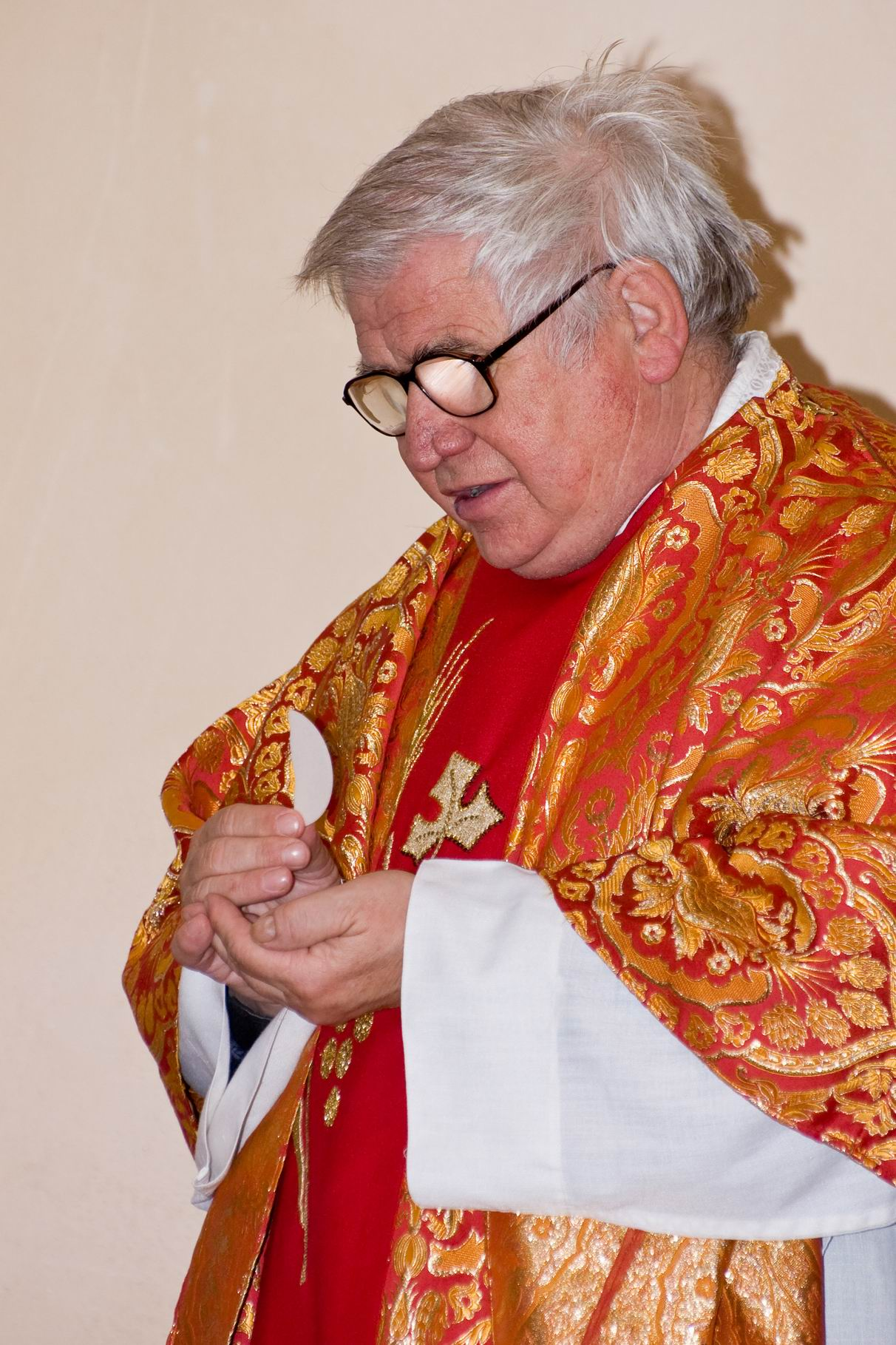
Zesnulý předchozí generální představený Kongregace Vojtěch Antonín Jeniš

- František Pius Karpíšek (1901–1911)
- Adolf Beatus Böhm (1911–1934)
- Josef Adauctus Krebs (1934–1942)
- Jaroslav Antonín Kadaník (1942–1969)
- Miroslav Klement Svobodník (1969–1971)
  - Vojtěch Nepomuk Tvrdek (1971–1990) – generální asistent pověřený řízením
- Josef Xaver Kobza (1990–1996)
- Vojtěch Antonín Jeniš (1996–2008)
- Tomáš Cyril Havel (2008–2021)
- Maxmilián Petr Koutský (od 2021)

## Významné osobnosti

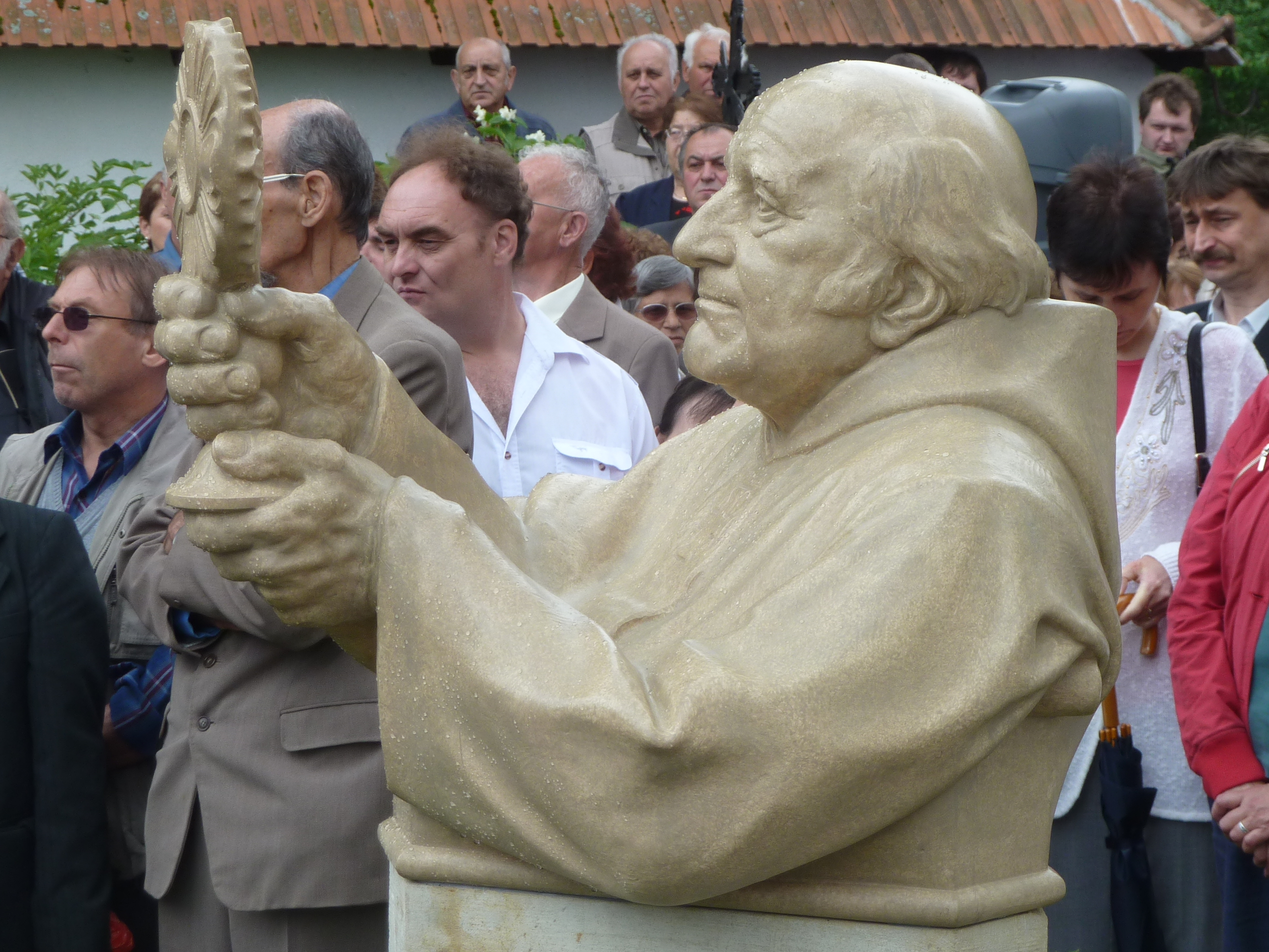
Pomník Martinu Františku Víchovi na Dobrši

- Martin František Vích (1921–2008)
- Josef Petr Ondok (1926–2003)

### Použitá literatura
- Encyklopedie Českých Budějovic, Statutární město České Budějovice a NEBE s. r. o., České Budějovice 2006, 2. opravené a rozšířené vydání, ISBN 80-239-6706-1 (hesla Petrini a Petr, Václav Klement)
- Vojtěch Vlček: Perzekuce mužských řádů a kongregací komunistickým režimem 1948–1964, Matice cyrilometodějská, Olomouc 2004, ISBN 80-7266-179-5 (str 51 a 263-271)
- KRATOCHVÍL, Alois František. Zavátou stopou: život a dílo P. Petra. Kostelní Vydří: Karmelitánské nakladatelství, 1992